# Guissona
Guissona è un comune catalano di 3 581 abitanti situato nella comunità autonoma della Catalogna.

## Storia

### Simboli
Lo stemma comunale è descritto araldicamente come:

Escut caironat: d'or, tres faixes ondades abaixades d'atzur acompanyades al cap d'una creu grega patent de sable. Per timbre una corona mural de vila.